# Lobaev Arms
Lobaev est une entreprise armurière russe établie à Taroussa dans l'oblast de Kalouga et spécialisée dans les fusils de précision. 
Ses armes sont destinées aussi bien au tir sportif, à la chasse qu'aux forces armées. Les armes Lobaev ont établi plusieurs records lors de compétitions de tir,.

## Historique
La société Lobaev est fondée en 2005 par les frères du même nom.
En 2017, Lobaev signe un accord avec Rosoboronexport pour l'aider à promouvoir ses armes sur le marché de l'exportation.
Lors de la guerre russo-ukrainienne, des fusils Lobaev sont employés par les forces russes.

## Catalogue
- SVLK-14S Twilight, également appelé Sumrak (Crépuscule) est principalement chambré en .408CheyTac (.300 WinMag et .338 Lapua Magnum sont aussi disponibles) et conçu pour les tirs à très longues distances à plus de 2 000 mètres. Le mécanisme est monté sur un châssis réalisé en carbone et kevlar renforcé par des inserts en aluminium et en métal. L'arme pèse 10 kilos chargée et son canon mesure 90 centimètres et se termine par un imposant frein de bouche destiné à absorber le recul.
- DXL-4 Sevastopol, uniquement proposé en .408CheyTac. Il repose sur un châssis et un boîtier de culasse en aluminium, est approvisionné par un chargeur de 5 cartouches et dispose d'une détente réglable de 500 à 1 500 grammes.
- DXL-3 Longstrike, également appelé Vozmezdie (Châtiment) est un fusil polyvalent disponible en .338 Lapua Magnum ou .300 WinMag. Il repose sur un châssis-squelette en aluminium et est approvisionné par un chargeur de 5 cartouches.
- DXL-2 Harasser, également appelé Scalpel reprend la plateforme des autres fusils de la série DXL, mais est chambré dans des calibres plus légers. Sont ainsi disponibles les 6.5x47 Lapua, et le .308 Winchester.
- TSVL-8 Stalingrad, pour Fusil de sniper tactique Lobaev est chambré en .338 Lapua Magnum et repose sur une crosse-squelette en aluminium. Le chargeur contient 5 cartouches.
- DVL-10 Urbana, chambré normalement en .308 Winchester, mais peut être commandé en .338 Lapua Magnum, 6.5-247 Norma, 6.5x47 Lapua, etc.
- DVL-10 Saboteur, est un fusil muni d'un modérateur de son et chambré à l'origine pour la munition subsonique de .40 Lobaev Whisper. Le chargeur contient 10 cartouches et la portée pratique maximale de l'arme est donnée pour 600 mètres. La munition de .40 Lobaev Whisper est généralement réservée aux forces de l'ordre et aux armées [5], les civils pouvant acheter l'arme chambrée en .308 Winchester.

## Utilisateurs
- Le SVL chambré en .408 CheyTac est utilisé par le Service fédéral de protection (FSO), l'unité chargée de la protection du président et des hauts-responsables de l’État russe[6].
- Une photo laisse suggérer l'utilisation de DXL-10 Saboteur et DXL-4 Sevastopol par les forces spéciales russes en Syrie[7].
- Le site internet pro-ukrainien Inform Napalm fait état d'un DXL-4 Sevastopol utilisé par un sniper indépendantiste dans le Donbass. L'information est à prendre avec précaution, le site étant ouvertement partisan[8].
- Des fusils Lobaev sont utilisés pendant la Guerre d'Ukraine par des troupes russes, notamment la société militaire privée Convoy[9].

## Culture populaire
Les armes Lobaev apparaissent assez peu dans la culture populaire, que ce soit au cinéma ou dans les jeux vidéo. On peut quand même mentionner le DVL-10 Saboteur qui  apparaît dans les jeux vidéo Escape from Tarkov et Sniper Ghost Warrior : Contracts 2. Le DVL-10 M2 Urbana est également déblocable dans le jeu vidéo multijoueur Warface.